# PLL-05
PLL-05 (Type-05) — китайское 120-мм батальонное самоходное артиллерийское орудие (самоходный миномёт), созданное в соответствии с концепцией «гаубица-миномёт» — то есть способное выполнять задачи как гаубицы, так и миномёта. 

## Описание
Миномёт разработан и производится китайской компанией Norinco. 
Колёсная база выполнена на основе китайского бронетранспортёра ZSL-92 (WZ551) с колёсной формулой 6×6.

### Вооружение
Ведение огня возможно как навесной траекторией (миномёт и гаубица), так и настильной траекторией стрельбы (пушка). PLL-05 имеет универсальную 120-мм пушку подобно советской 2А60, которой оснащается 2С23 «Нона-СВК». Орудие способно использовать 120-мм артиллерийские мины и артиллерийские снаряды советского, китайского и производства стран НАТО. Скорострельность орудия до 8 выстрелов ОФС в минуту, минами до 10. Дальность поражения гаубичным снарядом до 9,5 километров, дальность миной — до 8,5 км. Полный боезапас составляет 36 снарядов. 

## Операторы
Китай: 450 PLL-05, по состоянию на начало 2022 года 